# Stupčasti dijagram
Stupčasti dijagram jest grafički prikaz učestalosti pojavljivanja diskretne statističke varijable s pravokutnim stupovima jednake širine čija je visina razmjerna vrijednosti varijable koju predstavlja. Nazivaju se još i stupčanim dijagramima ili grafikonima.
Stupčasti dijagrami koriste se za uspoređivanje dviju ili više vrijednosti. Pravokutni oblici mogu biti okomito ili vodoravno orijentirani. Pomoću stupčanih grafikona može se dobiti vizualni prikaz usporedbe skupina podataka ili učestalosti pojavljivanja različitih osobina podataka. Ako su sve vrijednosti prikazane u padajućem nizu, ova se vrsta grafikona naziva pareto grafikonom. 
Stupčasti dijagrami primjenjuju se u ekonomiji, politici, sociologiji, istraživanjima, anketama i drugdje.

## Primjer
Sljedeća tablica prikazuje brojeve mjesta koja su pripala pojedinoj grupi u europskim izborima 1999. i 2004. godine. 
Stupčani grafikon koji prikazuje rezultate izbora 2004. godine može izgledati ovako: 
Grafikon koji uz rezultate iz 2004. prikazuje i rezultate iz 1999. godine može izgledati ovako: